# Sõtke (Märjamaa)
Sõtke est un village de la commune de Märjamaa du comté de Rapla en Estonie.